# Tin Pan Alley (muziek)

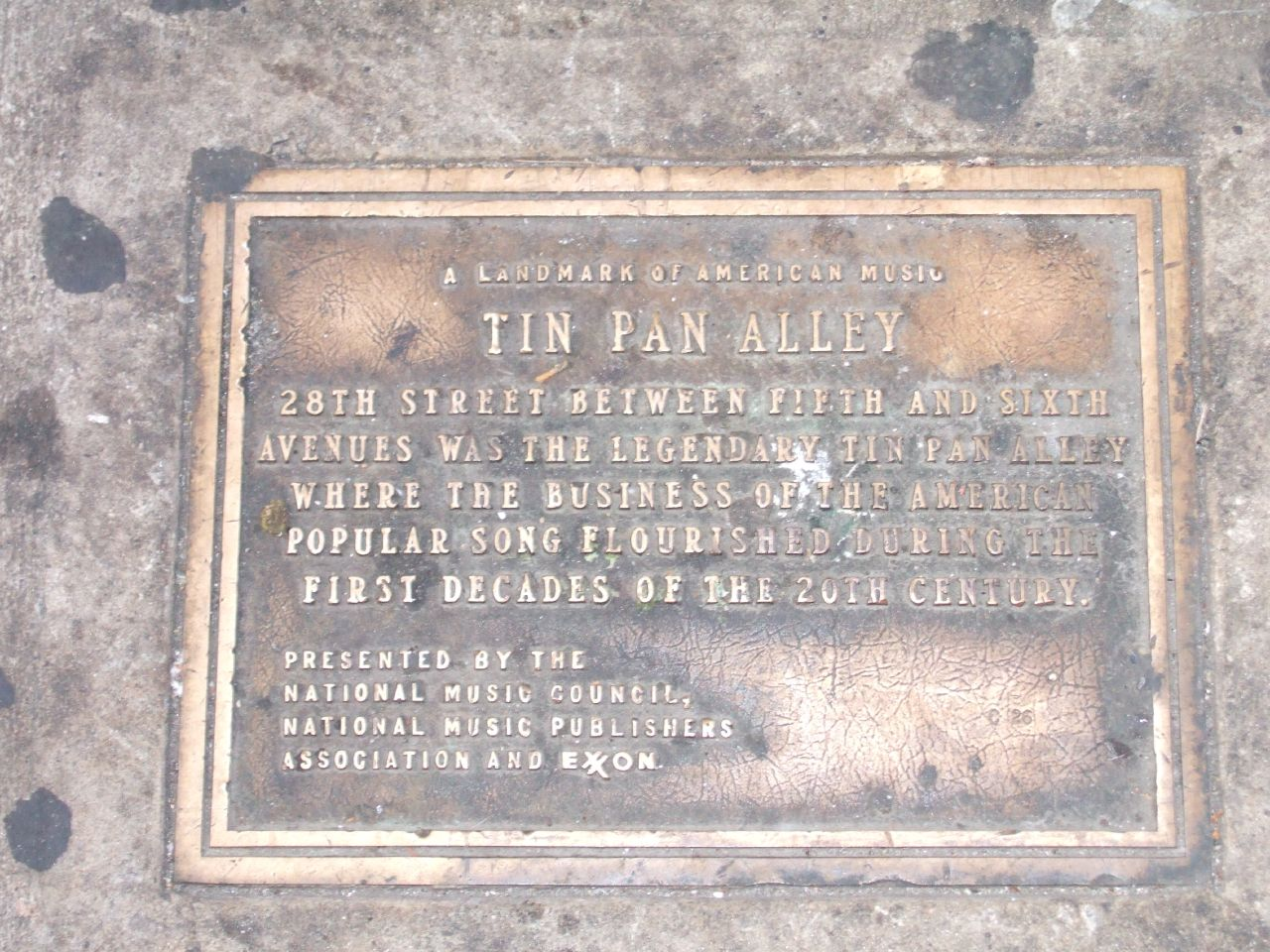
Plaquette ter herinnering aan Tin Pan Alley in New York

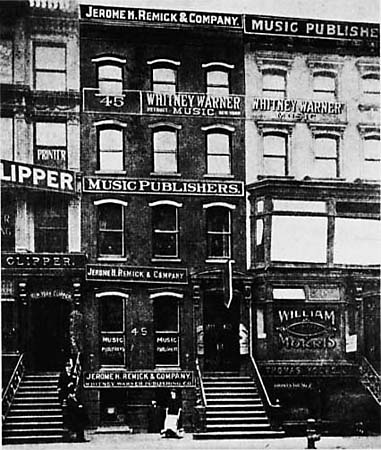
Tin Pan Alley in 1910

Tin Pan Alley was een los collectief van in New York gevestigde muziekproducers en songwriters, die de Amerikaanse popmuziek sterk domineerden gedurende eind negentiende en begin twintigste eeuw.
Tin Pan Alley ontstond vermoedelijk in 1885, toen een aantal muziekproducenten winkels openden in hetzelfde district van Manhattan. Het einde van de Tin Pan Alley is niet helemaal zeker. Sommigen zeggen het begin van de Grote Depressie, toen radio en fonograaf de partituur verdrongen. Anderen zijn van mening dat Tin Pan Alley nog tot ver in de jaren 1950 bleef bestaan.
Het gebied tussen Fifth en Sixth Avenue wordt vaak als locatie van Tin Pan Alley gezien. De oorsprong van de naam Tin Pan Alley is niet helemaal duidelijk. Een veel gehoorde theorie is dat op drukke dagen men talloze piano’s van de vele muziekproducenten tegelijk kon horen, die een kakofonie veroorzaakten gelijk aan het slaan op een blikken pan (tin pan). Deze naam werd eerst gegeven aan de locatie van de kantoren en winkels van deze muziekproducers, maar werd later overgenomen door de muziekindustrie.

## Bekende componisten en tekstschrijvers
| - Milton Ager - Thomas S. Allen - Ernest Ball - Irving Berlin - Shelton Brooks - Nacio Herb Brown - Irving Caesar - Hoagy Carmichael - George M. Cohan - Con Conrad - J. Fred Coots - Buddy DeSylva - Walter Donaldson - Paul Dresser |  | - Dave Dreyer - Al Dubin - Dorothy Fields - Ted Fio Rito - Max Freedman - Cliff Friend - George Gershwin - Ira Gershwin - Charles K. Harris - James P. Johnson - Isham Jones - Scott Joplin - Gus Kahn |  | - Jerome Kern - Al Lewis - Sam M. Lewis - F.W Meacham - Johnny Mercer - Ethelbert Nevin - Bernice Petkere - Maceo Pinkard - Lew Pollack - Cole Porter - Andy Razaf - Harry Ruby - Al Sherman |  | - Lou Singer - Ted Snyder - Kay Swift - Albert Von Tilzer - Harry Von Tilzer - Fats Waller - Harry Warren - Richard A. Whiting - Harry M. Woods - Jack Yellen - Vincent Youmans - Joe Young - Hy Zaret |